# 32562 Caseywarner
32562 Caseywarner este o planetă minoră (asteroid), cu un diametru de 3,282 km, din centura de asteroizi. A fost descoperită pe 16 august 2001 la Experimental Test Site⁠(d) de Lincoln Near-Earth Asteroid Research. 
Obiectul prezintă o orbită caracterizată de o semiaxă mare de 2,7079702 UAi, o excentricitate de 0,09, o înclinație de 3,91489 ° în raport cu ecliptica.